# Cimitero Maggiore (Vicenza)
Il Cimitero Maggiore di Vicenza, già conosciuto come Cimitero Monumentale di Vicenza, è il principale cimitero della città di Vicenza. Costruito dagli architetti Bartolomeo Malacarne e Giacomo Verda tra il 1816 e il 1848 in stile neoclassico, ospita tra gli altri le tombe di Andrea Palladio, Guido Piovene, Mariano Rumor, Virgilio Scapin, Antonio Fogazzaro e il primo campione olimpico italiano Gian Giorgio Trissino dal Vello d'Oro.

## Storia
Agli inizi dell'Ottocento Vicenza era servita da due cimiteri.
Il primo, costruito verso la fine del XVIII secolo al di fuori delle mura scaligere occidentali (nella zona compresa tra le attuali via Cattaneo, Saudino, Cairoli e Mazzini e vicino al Campo delle esecuzioni di Giustizia), non fu utilizzato a lungo, perché a poca profondità si trovava la falda idrica che creava notevoli problemi igienico sanitari. Pur essendo occupato solo per un terzo, fu soppresso nell'ottobre 1815.
Il secondo era stato costituito in seguito al decreto italico del 1806 - che aveva vietato la tumulazione nei sagrati o dentro alle chiese e aveva imposto di adibire allo scopo un luogo comune e aperto con l'osservanza di determinate prescrizioni - nella coltura dei Santi Vito e Lucia (dov'è ora il Cimitero acattolico) nell'area di un più antico cimitero, ma da solo era insufficiente ai bisogni della città.
Fu così nominata dal consiglio comunale una commissione di tre cittadini, che dapprima affidò l'incarico di redigere un progetto all'architetto veneziano Giuseppe Jappelli e poi, scartato questo progetto, al vicentino Bartolomeo Malacarne, che lo predispose nel 1815-16, prevedendone la collocazione alla fine di un viale alberato che usciva direttamente da Porta Santa Lucia. Esso fu invece spostato più a sud verso la strada postale trevigiana, cioè la strada Postumia - ma non erano ancora aperte le mura verso Borgo Scroffa - iniziato nel 1817 e completato nel 1848 sotto la direzione dell'architetto Giacomo Verda. Mano a mano che i lavori procedevano, cominciavano anche le inumazioni e venivano acquistate le tombe sotto il portico.
Anche questa realizzazione si dimostrò presto insufficiente e in due riprese, nel 1864 e nel 1903, furono costruite delle gallerie coperte sotto i lati nord-ovest e nord-est per portico. 
Nel 1914 viene costruita l'originaria ara crematoria del cimitero, successivamente sostituita con il nuovo impianto per la cremazione che serve anche i comuni contermini.
Nel 1927 fu deciso un ulteriore ampliamento del cimitero, aggiungendo un'area a nord-ovest che, ulteriormente aumentata nel corso del secolo, ora rappresenta il "cimitero giardino" che alterna, tra gli spazi verdi, colombari di diversa fattura e tombe di famiglia.

## Descrizione
Il Cimitero Maggiore consiste in un porticato quadrato di 180 metri per lato e con 127 arcate, in stile neoclassico, che vuol ricordare il portico di una villa palladiana o, meglio, un complesso rurale di ascendenza palladiana. Su ciascuno dei tre lati esso è interrotto da un frontone che racchiude un timpano, a indicare i sepolcri degli illustri e dei benemeriti; sul quarto lato verso viale Trieste è inserita la chiesa.
All'esterno il porticato è chiuso da un muro a bugnato rustico, in mattoni scalpellati, per quasi tutta la sua altezza. Verso l'interno è costituito da logge aperte sostenute da pilastri anch'essi bugnati. Sotto le volte sono collocate le tombe delle famiglie nobili e possidenti, tra cui quella di Andrea Palladio, realizzata nel 1844 in una cappella a lui dedicata – volutamente collocata sul lato opposto della chiesa, quasi a coronamento del porticato - su progetto dello stesso Malacarne, grazie a un lascito del conte Girolamo Egidio di Velo. Le presunte spoglie di Palladio vi furono solennemente trasferite l'anno successivo, il 19 agosto 1845, dal tempio di Santa Corona. Il monumento funebre fu scolpito dallo scultore di Nove Giuseppe De Fabris.
Al centro del perimetro lo spazio - di nove campi vicentini suddiviso in 13 aree - è occupato dalle tombe interrate di semplici cittadini, con aree specifiche per le religiose e per gli infanti, quasi a riprodurre una società ancora suddivisa in classi. Questa impostazione, cioè il tentativo di riprodurre la città dei morti "perfetta", portò a escludere dal Cimitero Maggiore, nell'Ottocento, coloro che a questa società non appartenevano: ebrei, acattolici e non battezzati. La tumulazione delle loro salme fu invece indirizzata al vicino Cimitero acattolico, insieme con quelle dei militari, nonostante le insistenze dell'autorità austriaca che a quel tempo governava il Lombardo-Veneto.
La chiesa, costruita nel 1920 e dedicata al Cristo risorto, è a pianta circolare ed è sovrastata da una cupola a calotta rotonda ricoperta di rame con lucernario. Un doppio campanile affianca l'abside della chiesa, rivolta verso l'interno del cimitero. Per tutto il Novecento la chiesa è stata officiata e i servizi funebri svolti dai francescani di Santa Lucia che avevano anche la custodia del cimitero.

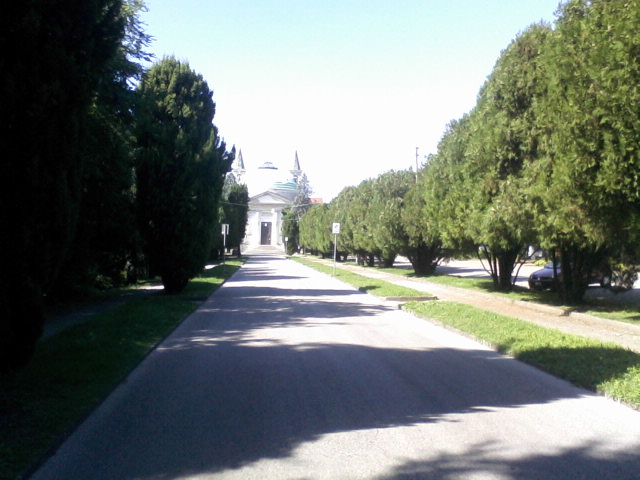
Il viale di ingresso al Cimitero
L'Ingresso del Cimitero
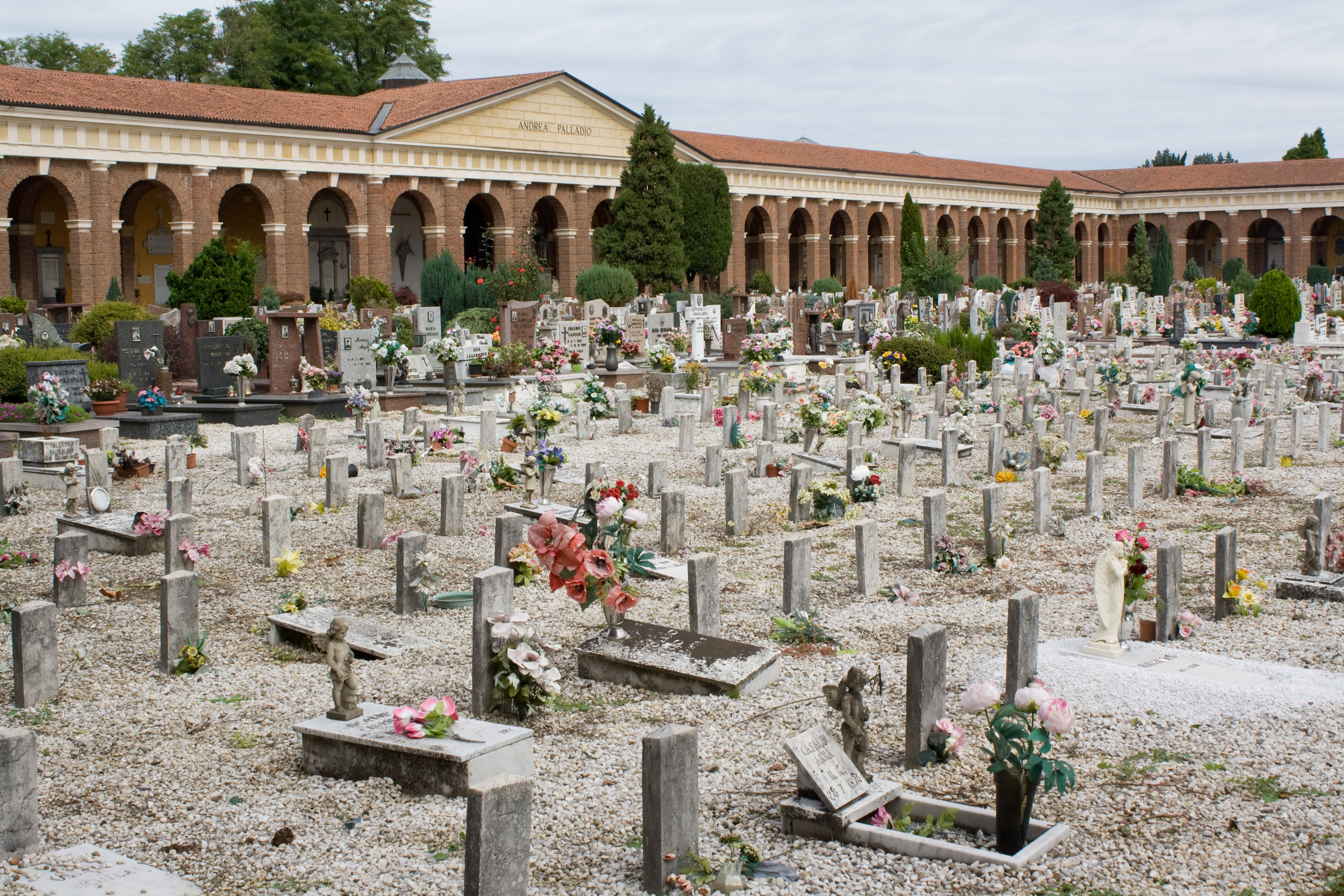
Cimitero Monumentale - Porticato nord e settore degli infanti
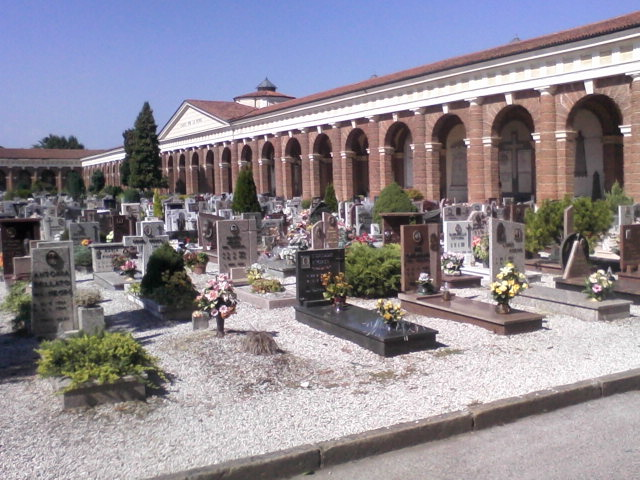
Il Campo Comune
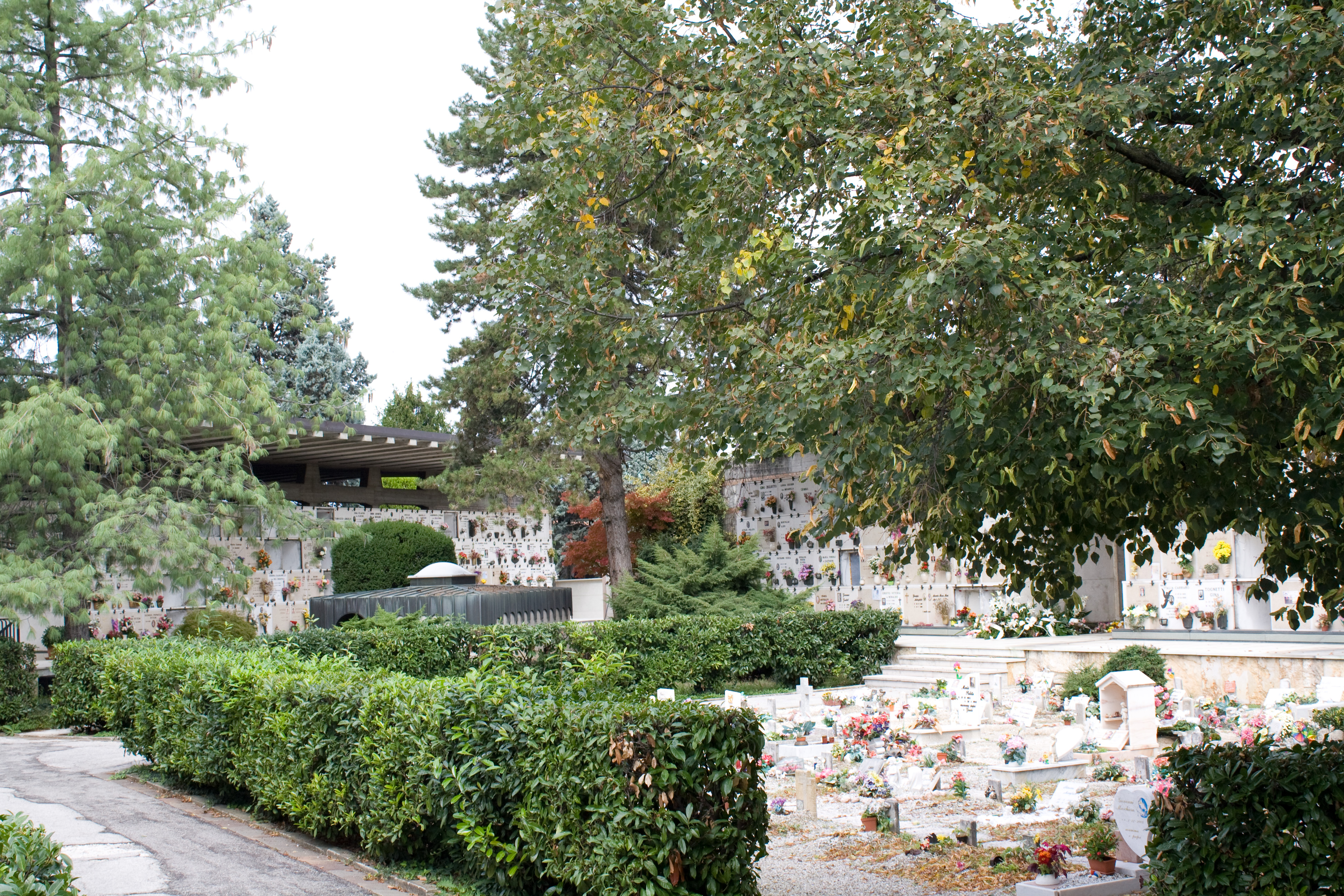
Il Cimitero Giardino
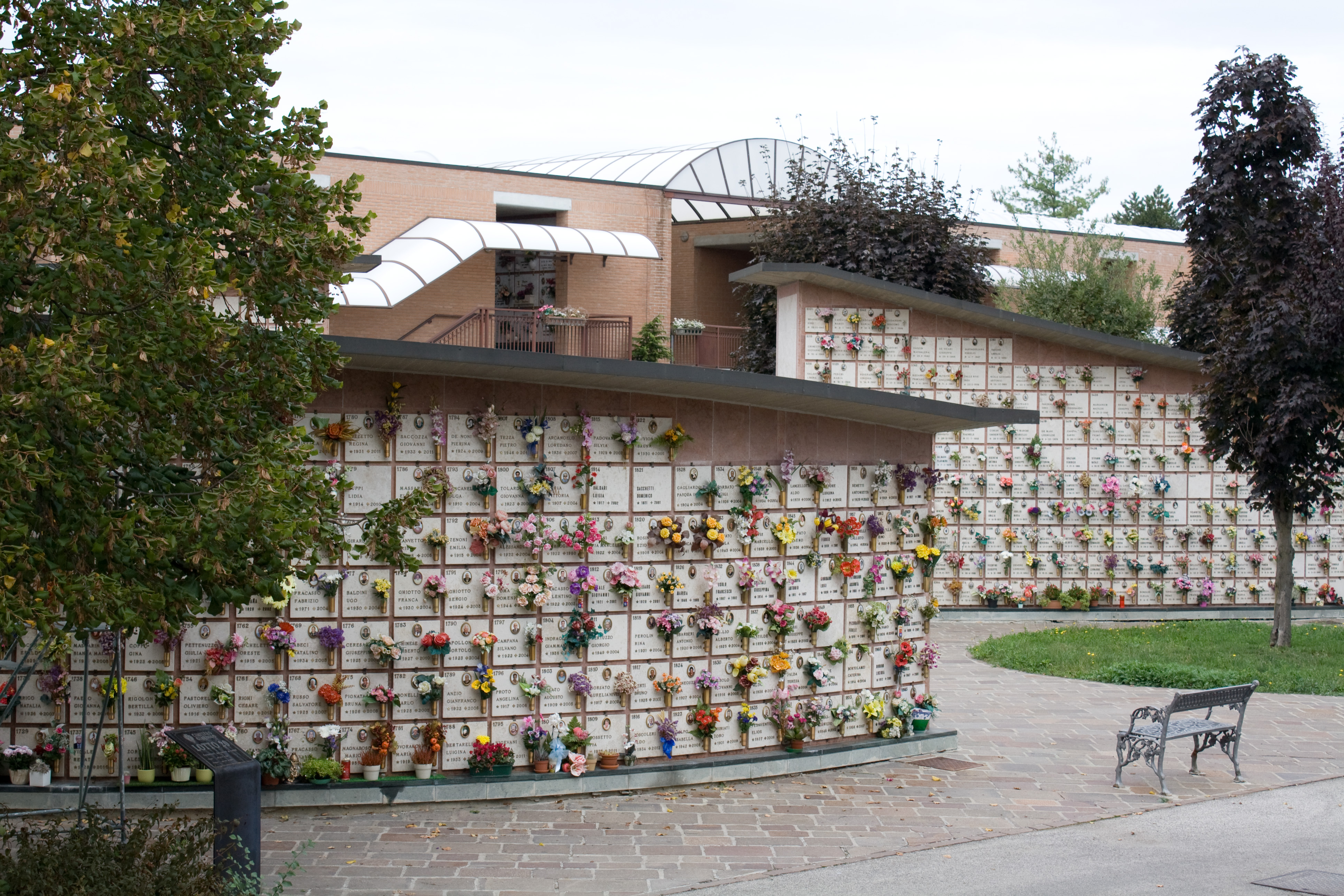
Cimitero giardino - Il colombario per le urne della cremazione
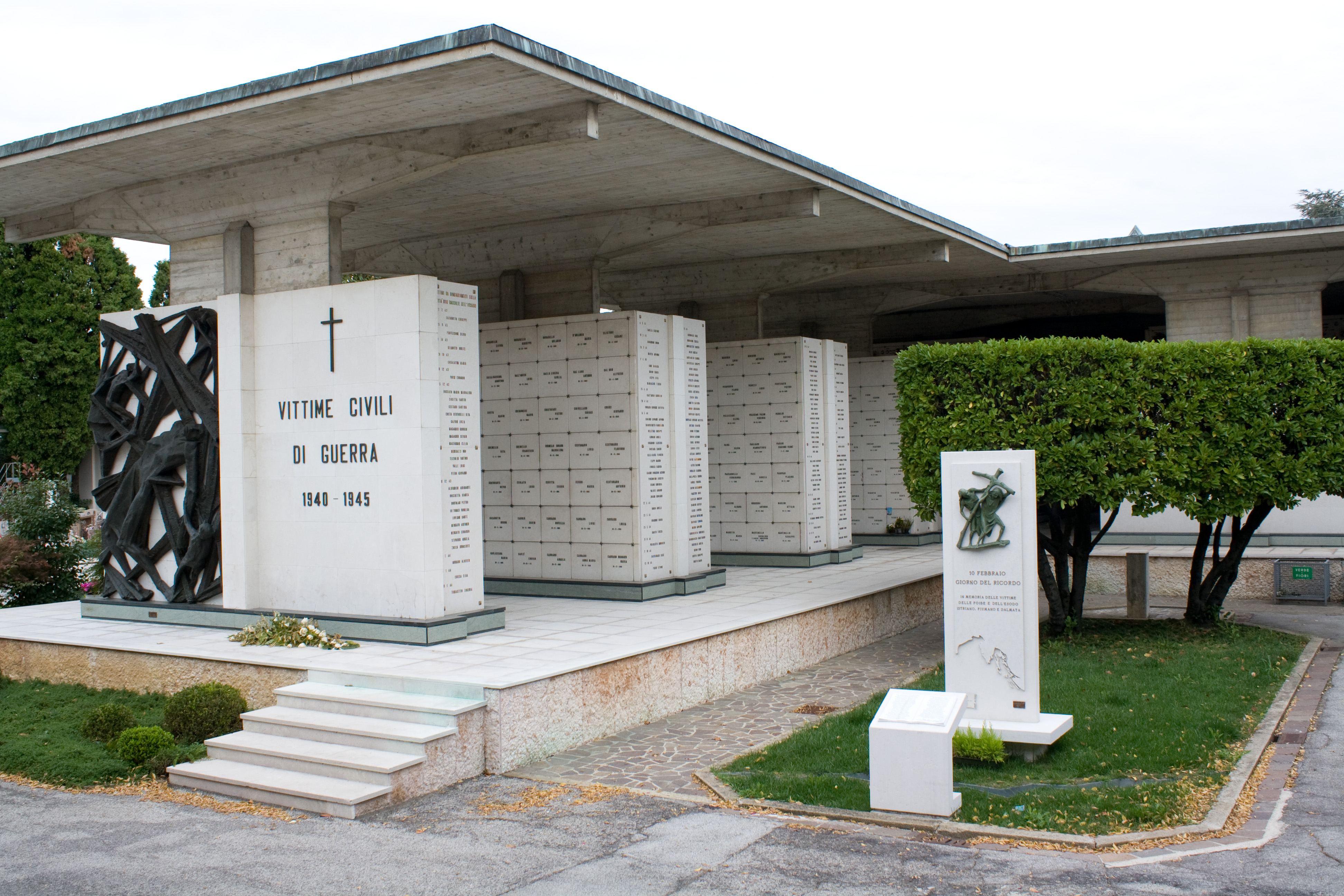
Cimitero giardino - Le vittime di guerra e delle foibe
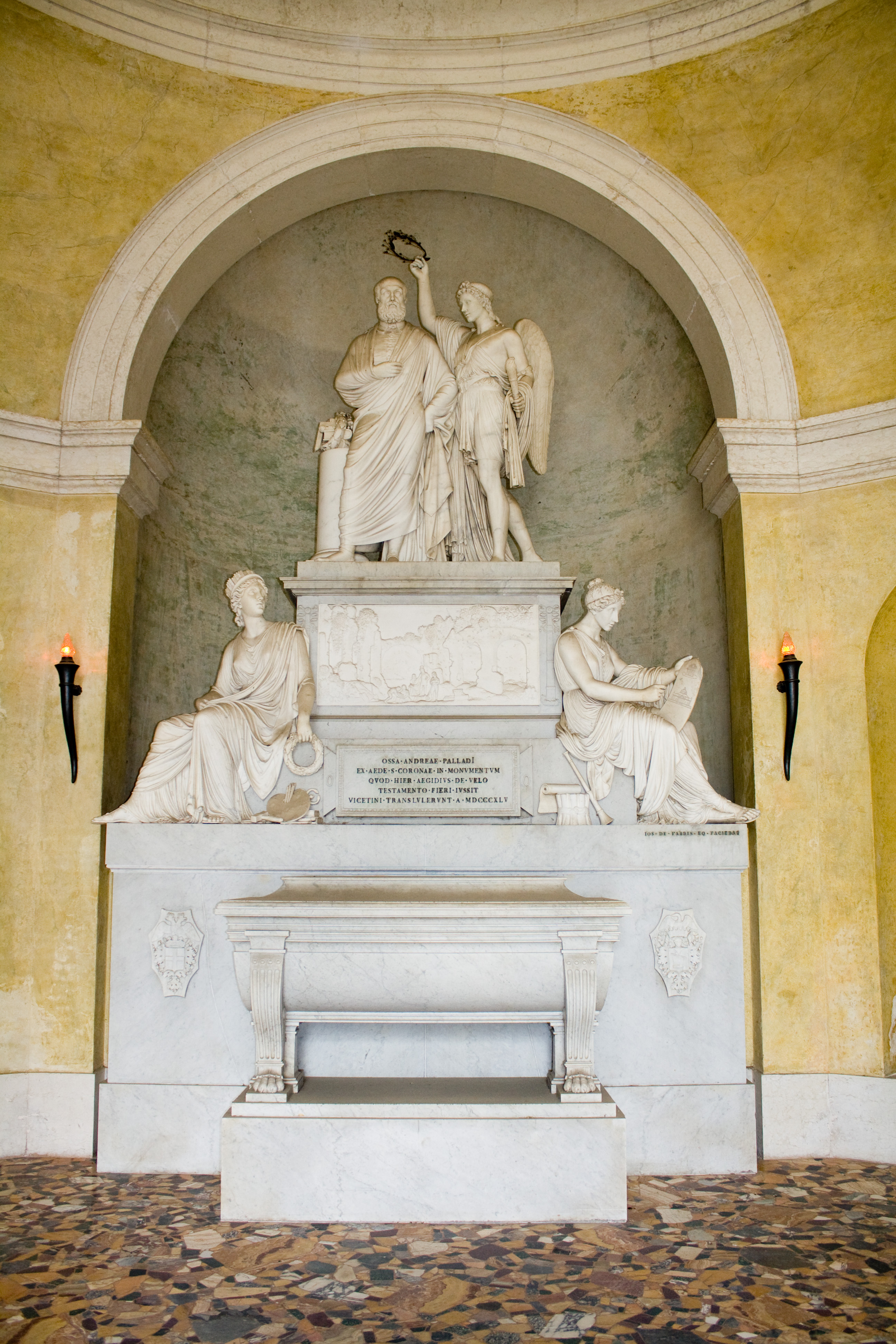
Tomba di Andrea Palladio
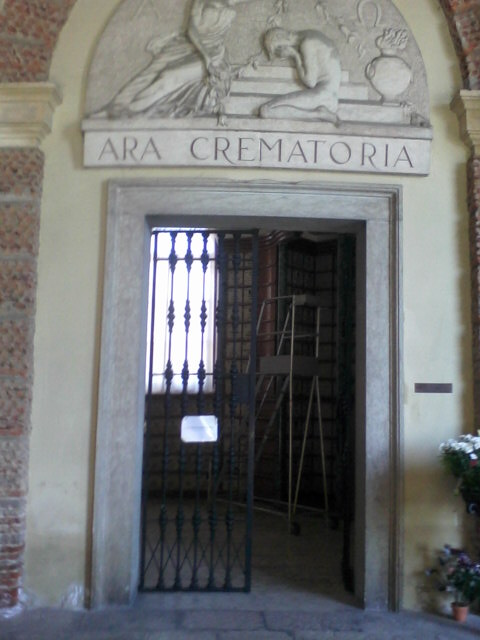
L'Ingresso all'Ara Crematoria
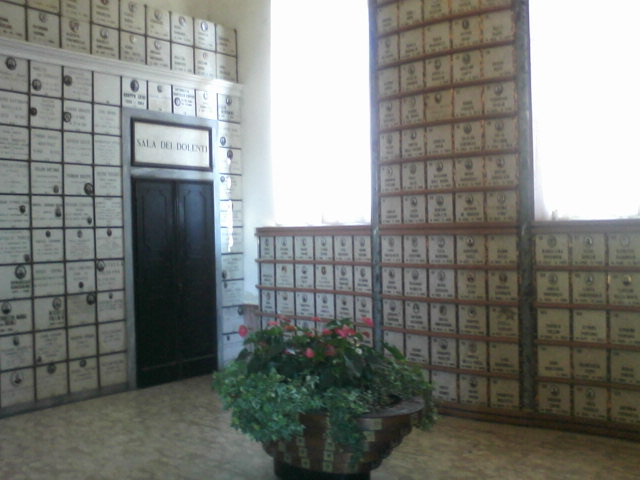
La Sala dei Dolenti nell'Ara crematoria